# Virginia Landmarks Register

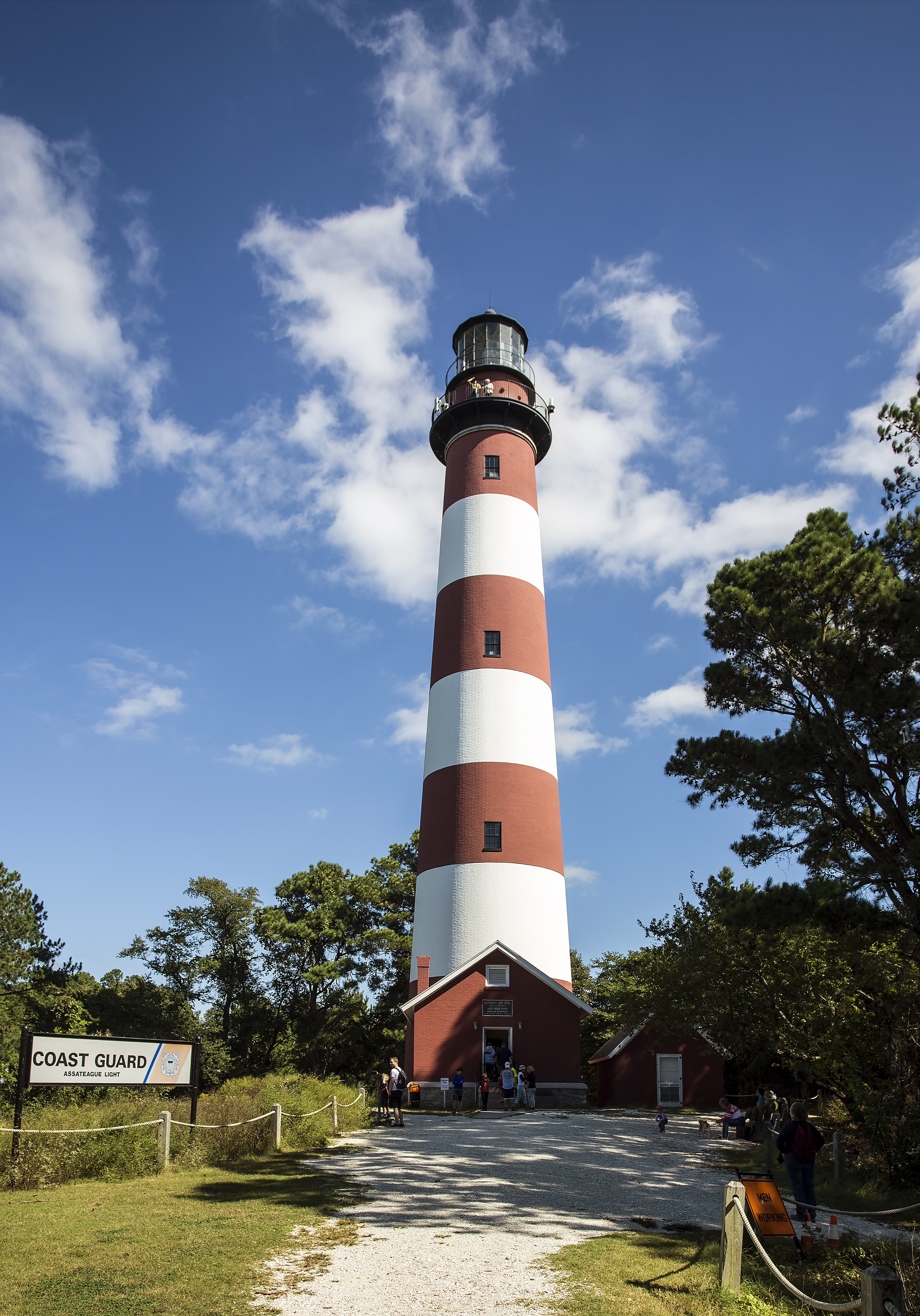
Le phare d'Assateague, un phare inscrit au Virginia Landmarks Register.

Le Virginia Landmarks Register est le registre des Virgina Historic Landmarks, les monuments officiellement reconnus par la Virginie, aux États-Unis. Presque tous les sites de l'État inscrits au Registre national des lieux historiques font partie de ce registre créé en 1965.

## Quelques bâtiments et lieux inscrits dans ce registre
- Adam Thoroughgood House, une maison.
- L'Assateague Beach Coast Guard Station.
- Le Big Meadows Site, un site archéologique.
- Le Big Run Quarry Site, un site archéologique.
- Le Blackrock Springs Site, un site archéologique.
- Le Compton Gap Site, un site archéologique.
- Le Gentle Site, un site archéologique.
- Jeremey's Run Site, un site archéologique.
- Le Robertson Mountain Site, un site archéologique.
- Le Site archéologique 44AU154.
- La George T. Corbin Cabin, une cabane.
- L'hôtel Jefferson, hôtel à Richmond.
- The Cavalier, hôtel à Virginia Beach.
- Le Colony House Motor Lodge, ancien motel à Roanoke.
- Le Paine Run Rockshelter, un abri sous roche dans le comté d'Augusta.
- Le Pittsylvania County Courthouse,  palais de justice à Chatham.
- Le Stabler-Leadbeater Apothecary Shop, ancienne apothicairerie.
- Le champ de bataille national de Petersburg, champ de bataille autour de Petersburg.
- Le Claude W. Somers, un skipjack, sorte de bateau ostréicole de pêche traditionnelle.
- L'église méthodiste de Graysontown.